# Ljuset bortom dimman
Ljuset bortom dimman är en amerikansk film från 1941 i regi av Anatole Litvak. Den är baserad på Irwin Shaws pjäs The Gentle People.

## Handling
Två äldre män, skräddaren Jonah och kocken Olaf är fiskare på fritiden. Deras dröm är en större båt så de helt skulle kunna leva på fisket. Deras pir i Brooklyn kontrolleras av gangstern Harold Goff som driver beskyddarverksamhet och kräver dem på pengar. För att komplicera saken ytterligare blir Goff kär i Jonahs dotter Stella. Stella är dock inte medveten om Goffs "verksamhet".

## Rollista
- John Garfield - Harold Goff
- Ida Lupino - Stella Goodwin
- Thomas Mitchell - Jonah Goodwin
- Eddie Albert - George Watkins
- George Tobias - Igor Propotkin
- John Qualen - Olaf Johnson
- Aline MacMahon - Florence
- Jerome Cowan - åklagare
- Odette Myrtil - Caroline Pomponette
- Leo Gorcey - Eddie
- Paul Harvey - Moriarty, domare